# جوردن بلاك
جوردن بلاك (بالإنجليزية: Jordan Black)‏ هو لاعب كرة قدم أمريكية أمريكي، ولد في 28 يناير 1980 في غارلاند في الولايات المتحدة.

## وصلات خارجية
- جوردن بلاك على موقع مرجع كرة القدم المحترفة.كوم (الإنجليزية)